# 屠俊翹
屠俊翹（To Chun Kiu，1994年7月17日—），生於香港，香港足球運動員，司職守門員，現時因涉及外圍賭博被廉政公署起訴

## 生涯

### 學界
屠俊翹生於香港，從小在傑志青年軍受訓，自小便立志當一位守門員。直至2011至12年球季，當時17歲的他離開董之英中學，轉投另一於學界賽事崛起的遵理書院，每場均以正選上陣，在被一致看好下，直至當屆賽事的八強階段，迎戰傳統勁旅喇沙書院時，己隊在開賽初段已被攻入一球，直至完場前才追和而進入十二碼階段，屠俊翹兩次撲出對方的十二碼而得以晉級，最後在旺角大球場舉行的決賽中，以7–1的輕鬆姿態，順利勇奪當屆的全港學界精英賽冠軍。

### 球會
2009年，屠俊翹代表傑志青年軍出戰曼聯超級盃東南亞賽區，結果奪得季軍(當時是歷屆最佳成績)。
2010－2011年度，屠俊翹代表仁濟醫院董之英紀念中學足球隊於暑假出戰北京盃，12隊當中排名第8完成賽事，其後在4月出戰於西班牙巴塞隆納舉行的地中海盃。2011年，屠俊翹就已經開始效力當時的甲組球隊深水埗。
2012年7月，屠俊翹加盟香港甲組足球聯賽球隊橫濱FC香港。2012年10月23日，橫濱FC香港以0–3不敵公民，屠俊翹後備入替，雖然未能為球隊反敗為勝，但屠俊翹在橫濱FC香港的完成職業足球生涯首秀。
2015年7月，屠俊翹加盟港超聯球隊夢想駿其。2016年2月14日，屠俊翹於聯賽盃分組賽出戰傑志，期間他在一次防守中「上撲下接」對方辛祖及費蘭度的近射，令球隊不至多失。這亦令他在季末的香港足球明星選舉中，經球迷公投後，從多個高水準撲救中脫穎而出，職業生涯中首次奪取「最佳撲救」一獎。2016年7月21日，屠俊翹加盟香港超級聯賽球隊香港飛馬，惟上陣機會不多。
完季後，屠俊翹加盟新成立的港超聯球會夢想FC，並於9月24日對標準流浪的高級組銀牌首圈首度為夢想上陣，即在加時上半場撲出對方球員主射的12碼，可是結果夢想於互射十二碼階段落敗。
2019年夏天，屠俊翹獲經紀轉介到西甲雷加利斯跟操，但最終未獲梯隊聘約。隨後加盟香港老牌球會愉園。
2021年7月1日，愉園向外公布，來季不參與港超聯、自降甲組，所有球員不獲續約、變為自由身球員。屠俊翹轉投港會。
2022年8月，屠俊翹重返港超聯升班馬深水埗効力，2023年1月離隊，前往日本試腳。

### 國際賽
2013年，屠俊翹入選代表香港U20，參加第十二屆全運會足球項目預賽。

## 外部連結
- 香港足總球員資料 （页面存档备份，存于）